# Deficiència múltiple de sulfatases
La deficiència múltiple de sulfatases (també coneguda com a malaltia d'Austin, i mucosulfatidosi) és una malaltia autosòmica recessiva molt rara,:561 per dipòsit lisosòmic, causada per una deficiència en múltiples enzims de sulfatasa, o en l'enzim generador de formilglicina, que activa les sulfatases.:502 És similar a una mucopolisacaridosi.